# 明鄭
明鄭（1628年－1683年），是鄭成功家族在東亞和東南亞地區建立的政治勢力，使用國號「大明」。
1628年，在中国东南沿海势力极大的海盗首领鄭芝龍接受明朝招抚，任海防游击，号“五虎游击将军”。当時，明鄭不但控制海域，更造成「海舶不得鄭氏令旗者，不能來往」。
1661年，鄭芝龍之子郑成功为了寻求反清复明的基地，东征台湾，建立明郑政权。明郑政权虽然沿用南明永曆朝年号，但是否是南明的分期，史学家出现歧见。
1683年，清軍將領施琅發起澎湖海戰，鄭成功之孫鄭克塽降清，明鄭勢力滅亡。

## 歷史

### 崛起
鄭芝龍原為東海及南海一帶海域勢力最大的海盜，於明崇禎元年九月（1628年9月27日－10月26日）接受朝廷招安獲賜任海防游击，號「五虎游擊將軍」。其於獲朝廷認可後，經營海運貿易生意更如日中天，成為了東海至南海的海上霸主。其隻手遮天之程度於史載敘述可見一斑：「凡海舶不得鄭氏令旗者，不能來往。每舶例入三千金，歲入千萬計，以此富敵國，自築城安平鎮」；「從此海氛頗息，通販洋貨，內客外商，皆用鄭氏旗號，無儆無虞，商賈有二十倍之利，芝龍盡以海利交通朝貴，寖以大顯」、「八閩以鄭氏為長城」，至此，明鄭勢力的通商範圍廣及：大泥、浡尼、占城、呂宋、魍港、北港、大員、平戶、長崎、孟買、萬丹、舊港、巴達維亞、马六甲、柬埔寨、暹羅。其勢力之強甚至能掌控歐洲列強荷蘭東印度公司的對華貿易，地方商貿周濟不順；不甘受制人下的荷蘭人聯合華人海盜攻擊鄭芝龍，但遭其於料羅灣海戰一舉擊潰。

### 抗清
明末烽煙四起，內有流寇作亂，外有滿清覬覦中原。1644年4月25日（明崇禎十七年三月十九日）甲申之變，大順李自成攻陷明朝首都北京，崇祯帝城破後自縊煤山，明朝滅亡；明朝遺臣吳三桂因此引清軍入關擊敗大順軍。但滿清入主北京後因兵力不足，暫放慢腳步改採「以漢制漢」戰略，並未有立即進取華南，明朝遺臣得以南遷並在南京擁立明宗室福王朱由崧，建立偏安政權南明以聯合各地漢族抗清，先後由安宗弘光帝（福王）、監國魯王、紹宗隆武帝（唐王）、紹武帝（小唐王）、昭宗永曆帝（桂王）等君主執掌。

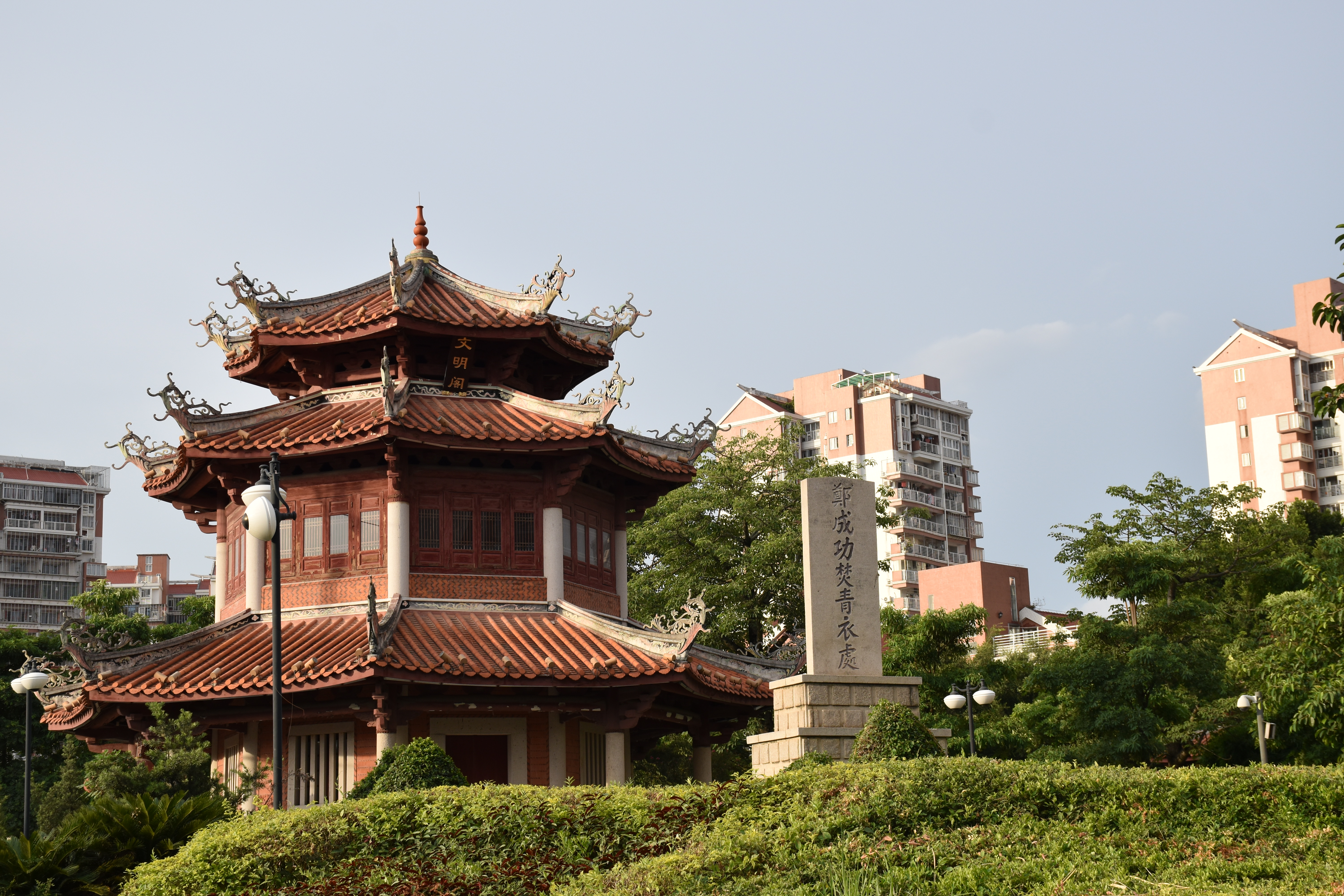
鄭成功焚青衣處

1645年，滿清豫王多鐸舉兵南下並擒獲福王，弘光政權瓦解，鄭芝龍旋即於其根據地福建擁立紹宗隆武帝（唐王）繼續抗清，並於1644年－1645年間，先後被授予南安伯、南安侯、平虜侯和平國公等爵位，並身兼戶部、兵部、工部三部尚書。然而1646年12月鄭芝龍終為滿人以高官厚祿誘降；其子鄭成功勸阻父親不成，只好率領約二十餘人到南安孔廟祭孔，焚燒儒衣，向孔子痛哭發誓，說：「昔為孺子，今為孤臣，向背去留，各行其是，謹謝儒衣，祈先師昭鑒。」，鄭成功投筆從戎，且他的誓詞相當於公開與鄭芝龍劃清界線，於是率眾出走金門。鄭芝龍本以為降清後得保家業，加官晉爵；不料清軍征閩主帥博洛背約，將鄭芝龍與諸子一同挾往燕京，更出兵攻打鄭氏故鄉。鄭成功之母田川氏當時剛從日本搬至福建一家團聚不久即碰上此次劫難，於戰亂中自殺；鄭成功得知母親死後，更加堅定抗清決心。
同年八月，清軍攻克浦城、霞浦；隆武帝出奔江西，在汀州遭清軍俘虜，之後絕食不屈而亡。南明帝系旋由桂王朱由榔繼承，明年改元永曆。隆武政權滅亡，鄭成功避走金門，然後開始於沿海各地招兵買馬、收編鄭芝龍的舊部，更在南澳募集了數千兵力；隆武二年（1646年）十二月（公曆為隔年1月），鄭成功在小金門（今日金門縣烈嶼鄉），以「忠孝伯招討大將軍罪臣國姓」之名誓師反清。
隆武三年（1647年，明永曆元年，清順治四年）七月，鄭成功會同鄭彩部隊攻打海澄，失敗；八月，成功又與鄭鴻逵部合圍泉州府城，清漳州副將王進率援軍至，鄭軍不敵敗退。
隆武四年（1648年，明永曆二年，清順治五年），原浙江巡撫盧若騰等人來歸，鄭成功蓄積實力後再次出擊，攻克同安縣。五月，鄭軍圍攻泉州；七月，清靖南將軍陳泰、浙閩總督陳錦、福建提督趙國祚等轉而攻擊同安，鄭軍不敵，守將、軍民死傷無數。不久，清援軍抵達泉州，鄭成功乃解泉州之圍，退回海上。
同年，清江西總兵金聲桓、王得仁於江西起兵反清，清廣東提督李成棟亦投向明永曆朝廷，使反清復明的聲勢一時大漲；但各方反清勢力在彼此沒有默契、各自為政的情況下，大多淪為地方性的抗爭。不久後，清廷壓制了江西的金聲桓、王得仁勢力；廣東李成棟軍亦於隔年滅亡。
據《續明紀事本末》卷七記載，绍武帝死後，桂王朱由榔於1646年繼任帝位（年號永曆），但鄭成功不知，隆武四年春正月擁立朱常清為監國。八月林察航海成功後鄭成功始知永曆帝已即位。朱由榔的使節在十月到，晉升鄭成功为威遠侯，鄭成功奉朔改稱永曆，淮王遜位，取消監國及年號。

#### 潮廈之役
是時閩南兵荒馬亂，除明、清的官軍以外，到處都有土豪、山賊擁據城寨，相互爭併，並且就近向百姓課收稅金，宛如軍閥；相較於這些地方勢力，鄭成功擁有較完善的軍備，但卻也因為軍隊太龐大，而領土太少，面臨籌集糧餉的重大問題。永历三年（1649年，清順治六年）七月，晉爵漳國公。同年十月，鄭成功決定揮兵南下，除打擊閩南清軍外，也打算沿路收服各地的城寨以為糧源。一個多月下來，從清軍手上攻取漳浦、雲霄等地，亦平定了達濠、霞美等寨；十一月，鄭軍攻詔安不克，乃決定轉入粵東，經分水關至潮州一帶征討不合作的零星勢力；至隔年五月之間，又次第收服了潮陽以及周邊許多山寨。潮州守將郝尚久雖已于隆武四年（1648年）隨李成棟反清，但曾襲擊施琅、鄭鴻逵等部，也曾拒絕鄭成功聯軍的要求，並在鄭軍攻打新墟寨時派兵與之為難，與鄭成功素有嫌隙。永曆四年（1650年）六月，鄭成功軍隊行抵潮州，便以郝尚久立場「不清不明」為由，出兵擊之；郝部不敵，退守府城，揭陽、普寧、惠來等縣盡入鄭軍之手。不久，清軍再次攻入廣東；郝尚久背腹受敵下負氣降清，引清軍入潮州城以抗鄭軍。鄭軍圍困潮州城三月不克、士氣低落，又面臨糧餉接濟問題，只得於八月解潮州圍退回閩南。

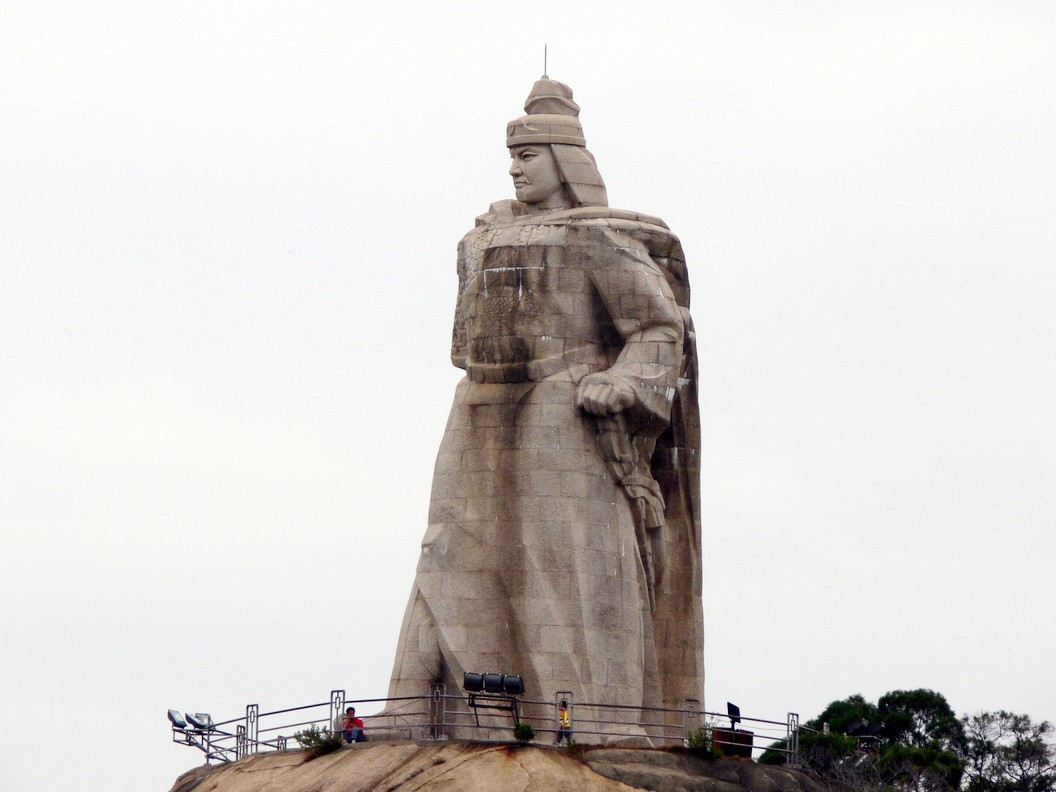
福建廈門鼓浪屿鄭成功雕像

永曆四年（1650年，清順治七年），時鄭成功族叔（一說族兄）鄭彩、鄭聯的軍隊領有廈門。鄭成功退回閩南之後，為了拓展實力乃藉口鄭聯在廈門橫徵暴斂、使民不聊生；採取施琅的獻策，用計圖取廈門。永曆四年中秋節，鄭成功趁著鄭彩離開廈門的時機，前往廈門拜訪鄭聯，鄭聯大意並未設防，慘遭刺殺身亡。不久，鄭彩得知鄭聯的死訊更不敢與鄭成功作對，回廈門後便立即交出兵權；鄭成功自此接收了鄭彩、鄭聯大部分的部隊，並且實際取得廈門、金門作為根據地。
同年十一月，清平南、靖南二王率數萬鐵騎攻入廣州府；鄭成功奉敕南下勤王，令叔父鄭芝莞留守廈門。十二月，鄭成功抵廣東潮州揭陽，與鄭鴻逵會師；兩人商討後，決定由鄭成功繼續率軍南下勤王，而鄭鴻逵則移師往廈門協防。同年，魯王在閣部曾櫻等人陪同下，來到廈門投靠鄭成功，被安置在金門。
永曆五年（1651年，清順治八年）正月，鄭成功抵南澳。二月二十五日（西曆4月14日），鄭軍艦隊於鹽州港附近遭遇風暴，鄭成功的主船險些解體、翻覆，幾乎所有船上器具，包括鼎灶都一併丟失；據記載當時船上甚至連食物都無法準備，鄭成功本人也連餓兩餐。直到隔天下午風雨漸歇，鄭成功的主副座船才得以回到岸邊與艦隊會合。此乃鄭成功本人於海上遭遇最大的一次凶險，事後鄭成功也重賞主副中軍船的兩位駕駛。
同年三月，鄭軍抵達廣東大星所（今廣東惠東）。另一方面清福建巡撫張學聖得知鄭成功的主力軍隊已經前往廣東，廈門防務鬆散，似有可趁之機；乃命令馬得功、王邦俊等趁虛攻擊廈門。馬得功挾持身在南安的鄭芝豹，命其交出船艦渡載清軍往廈門，並且順利在海面上擊敗鄭軍。面對清軍來襲，負責廈門防務的鄭芝莞未戰先怯，只顧著將財物搬運至私人船上逃亡；使得清軍相當輕鬆就攻破廈門，並將鄭家的積蓄、裝備掠奪一空。由於事出突然，董夫人與鄭成功長子鄭經只來得及攜帶祖宗牌位避於海上逃過一劫。清軍僥倖偷襲得逞之後，卻沒打算留在廈門與鄭軍決戰，於是滿載戰利品即返回內陸。這時趕赴廈門支援的鄭鴻逵，正好於海面遭遇返航之馬得功部隊，將其圍困，卻被馬得功威脅將害其母、兄（鄭芝龍）性命，無奈之下只好放走馬得功。不久，鄭成功於廣東得知了廈門遭襲擊的訊息；原本他仍堅持繼續南下勤王，但終因上下將士思歸，哭聲遍聞，乃不得已班師回廈門。收復廈門後，鄭成功追究起責任，將怯戰以逃的叔父鄭芝莞斬首；而放走馬得功的鄭鴻逵則交出兵權、自請退隱东石镇白沙，不再過問政事。
同年五月，鄭軍大將施琅擅自處決鄭成功麾下部將曾德，鄭成功以此為由欲誅施琅全家；施琅雖在友人幫助下逃脫，但父親、胞弟均遭處死。經此事件，施琅與鄭成功結下大仇，乃再度降清。

#### 漳澄之役
永曆五年（1651年，清順治八年）下半年，鄭軍在閩南小盈嶺、海澄（今龙海市）等地戰鬥，獲得了磁灶戰役、钱山戰役和小盈岭戰役的勝利，克復平和、漳浦、詔安、南靖等地。年底，包括定西侯張名振等人皆來投靠，使鄭軍的聲勢愈形高漲。
翌年（永曆六年，1652年，清順治九年）正月，清海澄守將赫文興向鄭成功投降。二月，鄭軍攻長泰，清朝派遣陳錦率大軍前往救援；兩軍於江東橋展開大戰。鄭成功仗著對閩南地形較為熟識，在江東橋附近安排了許多伏兵，大敗陳錦，殲滅多數清軍，取得江東橋戰役的胜利。不久即攻下長泰。
攻克長泰之後，鄭成功集結大軍進攻漳州府府城，將之層層包圍。四月，清軍為解漳州之圍，於是募集百艘船艦進犯廈門，攻鄭成功所必救。鄭成功遂派陳輝、周瑞等率領百餘艘戰艦迎擊，於崇武大敗清軍，取得崇武戰役的胜利。鄭軍在海上大捷，因而對漳州城的施壓沒有稍減。清福建巡按王應元記載道：
八、九兩月，每石米價貴至五百五十兩，草根木葉鼠雀牛馬搜索食盡，繼之人肉。父子相食，爨不煙火者月餘，病死、餓死、投水投繯而死，兵丁威取強奪箠楚而死，日以千百計。
永曆六年（1652年，清順治九年）九月，清軍將領固山額真（都統）金礪率領萬人大軍開抵福建，進入泉州府，鄭成功下令解除漳州之圍。鄭成功將部隊佈置於江東，欲用擊敗陳錦的同樣方式，來伏擊金礪軍，但卻遭金礪識破，兩軍展開混戰，鄭軍提督黃山、禮武鎮陳俸、右先鋒鎮廖敬、親丁鎮郭廷、護衛右鎮洪承寵都在激戰中陣亡。鄭軍於交戰失利後，只能撤退以確保海澄、廈門的安全。清軍趁勝收復南靖、漳浦、平和、詔安四縣。
永曆七年（1653年，清順治十年）四月，金礪進犯海澄，與鄭成功展開激烈戰鬥，雙方都是以銃炮作為主戰武器。在清軍的猛烈砲火之下，鄭成功部隊損失慘重，許多部將戰死；鄭成功見軍隊士氣低落，親臨陣前喊話，也險遭砲擊。五月初七日（西曆6月2日）五更，金礪下令以空炮掩護，派綠營打頭陣，旗兵後續，填河攀柵蜂擁而來，企圖一舉登城，被鄭營所拒。天亮以后，鄭成功偵知清軍火藥錢糧不繼，於是誘敵決戰，趁清軍大舉渡河之際，以火攻大破金礪，取得海澄战役的胜利，海澄得保安全。海澄戰役以后，金礪被清廷召回京師，雙方再度處於相持局面。

#### 與清議和

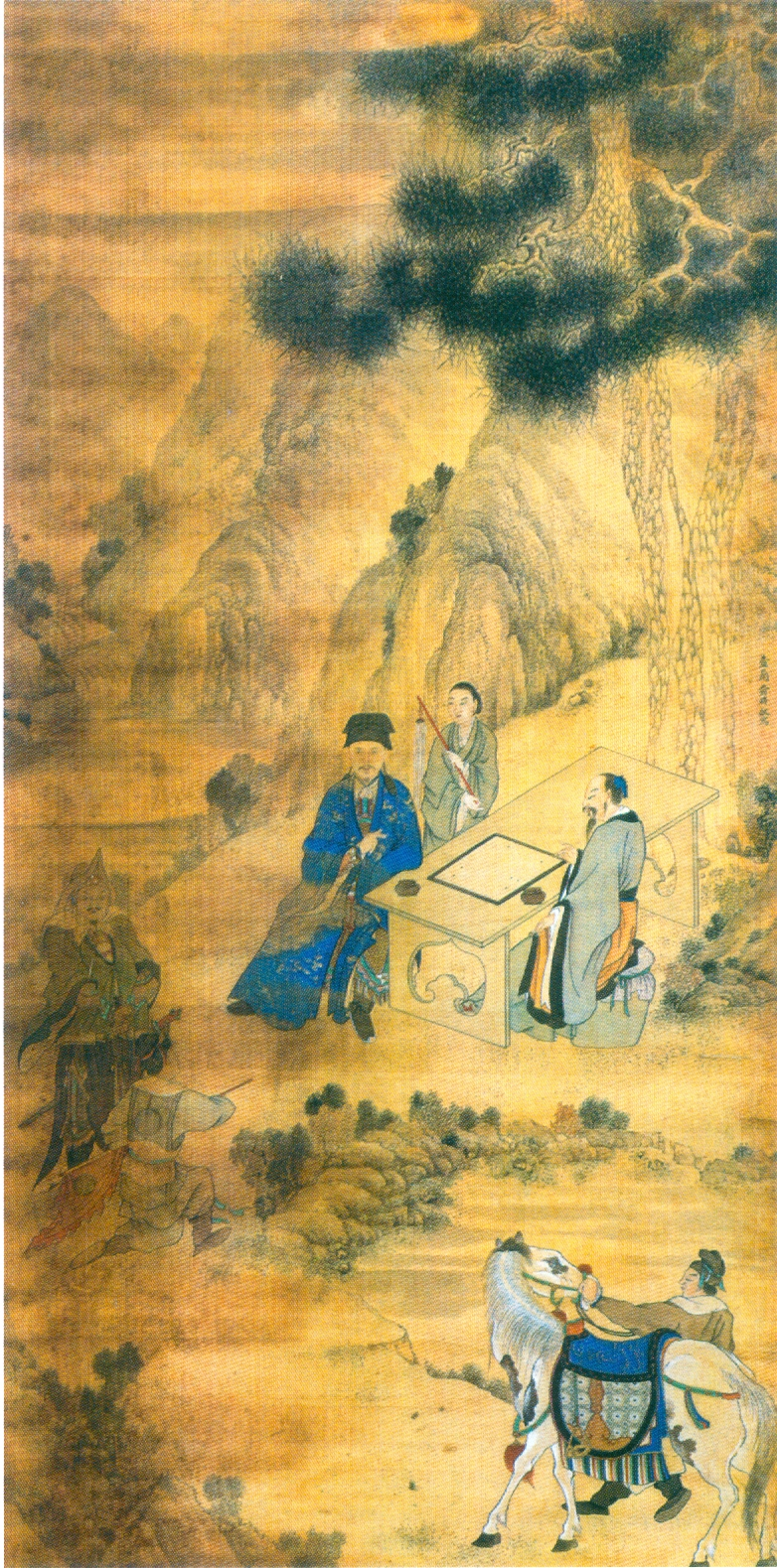
中國歷史博物館藏鄭成功像

永曆七年（1653年，清順治十年）五月，清軍兩度大敗後，順治帝敕封鄭成功為「海澄公」，鄭成功不接受。八月，雙方於泉安報恩寺內議和，鄭軍得以休兵籌措糧餉，稍事整頓。十一月，順治帝再度敕封，並承諾給予泉州府安置兵將。
永曆八年（1654年，明清順治十一年），定西侯張名振見清軍已將軍力集中於福建，則江、浙等地防務勢必空虛；於是乃向鄭成功請師，率領百艘戰艦北上，圖取江南地區。張名振的北伐之師沿長江進攻，直達金山寺，威脅江寧府城；但因後援接濟不及，只得回師。二月，清廷再遣使與鄭成功，承諾給予興、泉、漳、潮四郡為封地；鄭成功接受「海澄公」之印，但不剃髮，同時以「兵馬繁多，非數省不足安插」為由，將觸角延及福州、浙江紹興一帶，要求浙、閩、東粵近沿各郡接受鄭軍安排，支援鄭軍糧餉，在福建收到良好效果，但在廣東遭到清碣石總兵蘇利、潮州總兵劉伯祿、水師總兵許龍等人的抵制。劉伯祿上奏稱：
照得海澄公佔據福建島嶼，距潮州甚近，紅頭兵結黨結夥，接連不斷，且差總兵來潮，塘報頻繁，因不知其意圖，人心浮動。
八月，清最後一次遣使往議，順治詔諭：
自古識時俊傑，遇推誠待人之主，披肝投順，矢忠勿二……今如遵照所領敕印，剃髮歸順則已；如不歸順，爾其熟思審圖，毋貽後悔。
鄭成功的親弟鄭渡、鄭蔭也在使節之中。二人跪求鄭成功答應，但鄭成功卻說清廷沒有誠意，並謂「我一日未受詔，父一日在朝榮耀，我若茍且受詔削髮，則父子俱難料也」，又一次拒絕清朝提出的條件。
九月，南明孫可望欲叛變，西寧王李定國奉詔與鄭成功緊急聯繫，希望合力進攻廣東，再沿長江北伐，攻贛、皖、蘇各省，他還提出兒女連姻。十月，鄭成功派林察、周瑞督軍西進，配十個月軍糧。
同年十一月，清漳州協守劉國軒向鄭成功投降，引鄭軍進入漳州府城；漳州總鎮張世耀見大勢已去，與以下官員盡皆向鄭軍投降。

#### 鄭清再戰
十二月，清軍決定放棄對鄭軍的招撫政策，命濟爾哈朗世子濟度充定遠大將軍，發動征剿。鄭軍分兵進擊，拿下同安、南安、惠安、安溪、永春、德化諸縣，進入興化地方。
永曆九年（1655年，清順治十二年）四月，永曆帝冊封鄭成功為延平王，從此亦有人稱成功為「鄭延平」。因為永曆帝和鄭成功勢力相隔遙遠，特准鄭成功設置六官及察言、承宣、審理等官方便施政，同時允許他委任官職，武官可達一品，文職可達六部主事。鄭成功每次拜封官員，都請寧靖王朱術桂等明宗室在旁觀禮，以示尊重體制。鄭成功同時將廈門（當時稱中左所）改名為思明州，並建造演武亭，以便鄭成功親自督察官兵操練。
李定國克復肇慶後，未等到援軍，於廣州城外戰敗，退入廣西。五月，林察等回師，報稱應援不及，鄭成功大怒，一度欲斬二人。鄭成功寄信稱「使醜類長驅，某實有罪焉。已將水睦各將領，鑒定功罪，重行綑責。乃念其有功，不然已正法矣。」建議再次會師廣東，但計畫最終落空。
七月，鄭成功派洪旭為水師總督，甘輝為陸師總督，陳六禦為總制五軍戎政，發銀一萬兩，領軍北伐。這隻軍隊紀律嚴明，行至湄洲北鎮，有一兵取水時拾人一雞，被監營押解、梟首示眾，付翼、司哨隊捆責，甘輝認罪請罰，被責十棍。
同年九月，濟度率三萬大軍入閩，會同駐閩清軍，準備進攻廈門。鄭成功決定放棄已佔領的漳州、泉州兩府屬邑，並拆毀城牆讓清軍無所屯紮，藉此鞏固金門、廈門的防禦。與此同時，還派遣部將率領舟師兩路進擊，一北上浙江，一南下廣東，令清軍腹背受敵、難以兼顧頭尾。北上鄭軍連戰皆捷，攻入舟山；南下鄭軍雖一度攻取揭陽，卻遭到清援軍擊潰，死傷慘重。南征舟師返回廈門，鄭成功議處敗戰之罪，原本要處死蘇茂、黃梧、杜輝，但是在眾將跪地求情之下，鄭成功決定將蘇茂一人斬首，黃、杜則戴罪圖贖。後鄭成功命黃梧鎮守海澄，還特別囑咐黃梧以戴罪之身應力圖建功；但是黃梧知道鄭成功一向治軍嚴苛，害怕自己一旦再犯錯就會送命，於是便與副將蘇明商議，決定向清朝投降，獻出海澄縣城。海澄是鄭成功多年來投注了相當多人力、物力建造起來的堅固堡壘，黃梧的投降無疑給了鄭成功一大打擊。甘輝在為鄭成功斷後的過程中，相機攻略海澄，順勢攻打閩安、溫台、寧德，斬猛將阿克襄，聲威大震。之後更趁濟度北上，鄭軍重整旗鼓，四處征戰。
永曆十年（1656年，清順治十三年），鄭軍以廈、金為基地，在華南與清軍頻繁交戰。鄭成功完全控制了海權，一方面深入內陸廣設商業據點“山五商”，開闢貨源以和外國人貿易、走私來累積資金；一方面以此募兵（包含日本人、南島人、白人、黑人等外籍傭兵）及進口盔甲、銃砲、刀劍等武器來籌備軍力、軍備；又以內陸的商業據點為基，發展反清復明的情報組織洪門。
四月，濟度調集各路水師進攻廈門，於圍頭海域遭鄭軍痛擊，清軍大敗而歸。鄭軍取得泉州戰役的勝利。
由於荷蘭人、西班牙人搶劫鄭軍商船，殺害中國人，鄭成功六月下令封鎖台灣海峽，荷蘭人無法開展轉口貿易，收入遽降。
十月，鄭成功率軍南下，欲攻打惠州、潮州，應對清軍蘇利、許龍勢力。在陳豹建議下，鄭成功派黃廷攻打鷗汀（屬潮州），分派諸將攻打揭陽、潮陽，自己回廈門。黃廷以許龍部下為內應，攻克鷗汀，許龍本部南洋寨遭到毀滅性打擊。據《潮州志》記載：
黃廷令造木牌遮身，以鐵鍫掘寨脚，堆積火藥、地雷，火發寨崩十餘丈，而甘輝約寨中人爲内應，寨遂陷，屠男女六萬餘人，活者僅百餘人。
冬，鄭成功大舉北伐，十二月取得護國嶺戰役的勝利。期間有鄭軍在福安劫掠，傳教士利勝（Victorio Riccio，1621-1685）記載道：
大大小小超過3000艘的國姓的舢板從海口溯福安河而上。當他們剛一著陸，這些海寇們立即開始蠻橫地洗劫該地。他們搶奪一切東西，不分男女老幼肆意殺戮。他們強姦婦女，抓捕壯丁。最後，他們放火燒毀了許多村鎮。遠遠就能望見陸地上令人可怖的濃煙。
盧若騰憤而作詩曰：「人言胡虜是長蛇，豈知惡客是短蝮！」鄭成功告誡部屬說：「勞苦征戰十有餘年，所為何事？總為報國救民起見。」
此次鄭軍滯留閩東長達十個月，直到永曆十一年（1657年）夏才撤出。荷蘭人3月派何斌到廈門獻琛覲見，鄭成功在6月同意恢復貿易，荷蘭文獻記載鄭氏條件是善待中國商人，允許鄭氏商船到暹羅、佔碑、舊港等地貿易，而中國文獻記載則為荷蘭「年輸銀五千兩，箭坯十萬隻，硫磺千擔」。

### 北伐
南明永曆十一年（1657年，清順治十四年），反抗清軍的各級將領官兵聚集在福建，選擇北伐目標。鄭成功選擇收復南京－這是洪武皇帝朱元璋建國時選擇的都城，自然會有大量的反清人口。南京同時也是一個重要的戰略要地。永曆十二年（1658年，清順治十五年）五月，鄭成功率領10萬陸軍、290艘艦艇組成的水師，與駐軍於浙江東部海域的張煌言將軍會師一同攻打南京，僅留下少部分兵力保衛廈門。

永曆十一年（1658年，清順治十五年）七月，鄭成功率軍北伐，行軍前有令：
不准姦淫、擄掠婦女。如有故違，本犯立即梟示，大小將領一併連罪。不准擄掠男子為夥兵，如有故違，本犯梟示，將領連罪。敢有擅動民間一草一木者，本犯梟示，大小將領一併連罪。
八月，鄭軍入海門堯台州。九月，天台、太平、海門衛相率歸附。但浙閩總督李率泰偵知鄭軍精銳北上，乘機分兵攻陷羅星塔和閩安鎮。鄭成功擔心兩島有失，後方震動影響軍心，只得暫時回師。
永曆十二年（1658年，清順治十五年），鄭成功統率水陸軍十七萬與浙東張煌言會師，大舉北伐。大軍進入長江之前不幸於羊山島海域遭遇颶風，傷亡八千餘人、沉沒軍艦四十餘艘，倖存者均全數受損，程度不一。鄭成功唯有下令暫時停止推進並維修整補艦隊，等待合適的攻擊時機。與此同時，清軍開始加強崇明島、福建山區、泉州和鎮江週邊的防禦，在江面上鋪設鐵索「滾江龍」並建造木筏駐紮士兵和大砲。鄭成功命令士兵用斧頭砍斷鐵鍊，並放火燒敵人的木筏。
永曆十三年（1659年，清順治十六年），鄭成功再次率領大軍北伐，順利進入長江會師張煌言所部，攻克定海、瓜州、鎮江等地。鄭軍勢如破竹，僅派四名虎衛將、四名哨兵就收復了江浦，二百清兵遁逃，史稱鄭成功長江之役。張煌言部亦收復蕪湖一帶十數府縣，江南一時震動，百姓紛紛剪去髮辮脫去旗袍並哭聲言道：「時久不見大明衣冠矣！」兩京官民都在等待獲勝的一方。從一位北京官員給自己家人和另一名相識的南京官員往來的信件中可以看到，這位北京的官員在信中稱南京和北京之間的一切往來都已經被切斷，由於鄭成功及其軍隊在南京附近大規模且成功的軍事活動，清朝政府打算放棄南京和北京，將首都撤離到很遠的地區，這反映了清朝北京政府所感受到的嚴峻形勢。這位官員告訴他身在南京的子女準備投奔鄭成功，而他自己也正準備投奔鄭成功。這些信件均為鄭軍所截獲，鄭成功讀後可能會開始後悔為決戰而故意拖延放棄突襲南京的決定。
在接連取得定海關戰役、瓜州戰役、鎮江戰役勝利後，鄭成功部前鋒於六月二十六日抵達南京郊區；與此同時張煌言部沿江而上佔領太平、寧國、池州、徽州等四府三州二十二縣，於七月十二日起完全包圍江寧府城（南京）。兵臨城下之時清軍郎廷佐向明鄭提出詐降以作緩兵之計，但鄭成功最終因過份輕敵而同意，沒有及時攻城，更給清軍準備充足的時間增援反擊。此導致鄭成功丟掉了能夠發動突襲的主動權。根據1671年一位法國傳教士的記載，鄭成功如果對清朝佔領的南京發動進攻，將切斷京杭大運河的補給線，可能導致北京出現飢荒，從而迫使清朝考慮退回關外放棄中原。
鄭軍圍城南京自六月二十六起持續近三個星期，但鄭軍規模並不足以完全包圍南京城，這使南京城能夠獲得補給甚至增援——儘管針對南京守軍的騎兵攻擊甚至在增援到達之前就成功了。七月二十四日，清朝援軍終於抵達南京城下並突襲鄭軍，鄭軍激戰兩天後潘庚鍾、甘輝、萬禮、林勝、陳魁、張英等猛將戰死，前鋒鎮、左先鋒鎮、援剿右鎮、後勁鎮、前衝鎮、宣毅左鎮、左武衛、左虎衛等陸軍部隊先後被重創或殲滅，其他部隊也有或多或少傷亡不一，大小船隻損失共五百多艘，僅黃安部水師勉強擋住清軍的水上攻勢，掩護殘餘陸軍撤回船上，免於全軍覆沒。以每鎮的人數為兩千五人來計算，鄭軍的損失至少在兩萬人以上。
七月二十八，清軍在收復鎮江之後就撤回了南京。八月初八，鄭軍撤到崇明島附近時曾意圖攻打作為根據地，再派人去廈門等地調取援兵，以圖再攻江寧。但崇明之戰中，鄭軍士氣不高，不善攻城的弱點再次暴露。初九，鄭軍乘坐兩千餘艘船隻抵達崇明，分二十路登岸。當時守城的清軍只有綠營軍三千人，但其仍以火炮弓箭對鄭軍造成重大殺傷，更主動出擊繳獲了鄭軍的多門紅夷大炮。久攻不克的鄭軍最終只能黯然海路撤回金廈，北伐過程中收復的領土全數棄守，孤立無援的張煌言也敗走浙東；此後南明再無與清軍進行過如此大規模的會戰，大勢已去、只剩下西南地區的抗清鬥爭也日益黯淡，轉入低潮。
南京之戰可說是鄭成功生涯當中最輝煌及重要一役，卻是先盛後衰，大敗收場，使鄭成功反清大業受到重大挫折。

### 死守廈門
明鄭艦隊於九月初七抵達廈門後，清軍欲乘其喘息未定攻取。清順治十七年（1660年）5月10日清軍分二路進攻廈門。一路從同安渡海至廈門北部和西部灘頭登陸，被擊退。另一路主力從海澄發水師進攻廈門鄭軍水師。10日早上8時，清軍水師300餘艘船乘潮落順流而下，向廈門港進擊。鄭軍處於逆流迎戰的不利局面。鄭成功利用海潮和風向順風全面出擊，壓制清軍。等漲潮時鄭軍乘潮勢合擊，橫攻焚殺，於福建海門港殲滅清將達素所率水師四萬餘人，聲威復振，史稱廈門戰役。
1661年2月5日，清順治帝崩，皇三子玄燁繼位。鄭氏降將黃梧向清廷建議「平賊五策」，内容包括長達20年的遷界令，自山東至廣東沿海廿里，斷絕鄭成功的經貿財源；毀沿海船隻，寸板不許下水；同時斬成功之父鄭芝龍於寧古塔（今黑龍江省牡丹江市）流徙處（一說斬於北京菜市口）並挖鄭氏祖墳；移駐投誠官兵至內陸墾荒。

### 據臺
1659年7月，鄭成功兵敗金陵城下後退守東南沿海地區，其時明鄭損兵折將難以與清軍抗衡，不斷遭圍剿而勢力範圍日漸縮小，為尋找反清復明的長遠基地而於1661年毅然東征，最終於翌年2月1日攻陷熱蘭遮城並成功征服荷屬臺灣，建立臺灣史上首個個華人政權，然不久後旋即病逝。
鄭成功於1662年病逝後，鄭經繼承其官職和爵位，繼續奉「永曆」為正朔並稱「招討大將軍世子」。荷蘭萊頓大學圖書館保存有《嗣封世子劄致荷蘭出海王》的信，信中鄭經自稱「嗣封世子」，稱鄭成功為「先王」，表示願意與荷方和好通商，「合力禦虜」。陝西歷史博物館保存著一尊永曆三十三年（1679年）明鄭铸造的火炮，炮身後部铸有3行隶书与篆书铭文：「钦命招讨大将军总统使世子、大明永历己未仲秋吉旦造、藩前督造守备曾懋德」，其中「招讨大将军总统使世子」即郑经。

### 西征
鄭經以臺灣為基地堅持抗清長達20年之久，其間更於1673－1680年間一度出兵閩南為南明收復失地。
1673年，三藩之亂爆發，繼承鄭成功於台灣建立政府體制的延平王鄭經，接受靖南王耿精忠請援，率軍由台灣西渡福建。鄭經先調遣兵萬人、船百餘艘先行至廈門，耿軍派人往接。開始時，鄭經軍容不似鄭成功時代之壯盛，耿精忠一開始甚為輕視。但鄭經以廈門為根據地，陸續攻下漳州、泉州與潮州三府，進而攻下閩粵交接的重要據點惠州。鄭經於攻下多座城市，商請耿精忠如約撥船及地方安插兵士。耿精忠不答，雙方開始交惡。
1680年代始，廣東平南王尚之信、福建靖南王耿精忠相繼為清軍所平定，雲南平西王吳三桂亦去世，明鄭勢力敗退僅能守住廈門。1680年，清將萬正色遣人遊說鄭軍水師副總督朱天貴（原為耿精忠部將）率艦300艘，將士2萬餘人降清，鄭經放棄廈門並率殘餘兵力回台，至此，明鄭在閩南的勢力再度消失。

### 滅亡
鄭經死後，鄭克塽嗣延平王位，仍稱「招討大將軍世子」。1683年，康熙帝以明鄭降將施琅為統帥攻打明鄭，在澎湖海戰擊敗由劉國軒統帥的鄭軍主力，鄭克塽隨即宣布投降，明鄭滅亡。

## 疆域
1661年之前，郑氏的军政中枢都是在中国东南沿海一带的福建厦门，在攻下台湾和郑成功去世後，明郑政权实际领导人郑经才将政经中心从厦门移往台湾，统治辖域仍包含福建的金門、厦門两岛。
明郑有效统治区域只有今台南市西部以及嘉义县与高雄市之沿海地区。明郑灭亡时其疆域人口仍未达到20万，由此，台湾绝大部分地区依然由如大肚王國等原住民政權所掌握和统治。1664年4月，明郑于多次战役后，丧失金厦，明郑势力于中国本部消失，转以台湾为最后根据地。同年，荷兰人出兵占领鸡笼（今基隆），郑军随后也于1665年进驻淡水，与荷军对峙。由于补给困难，贸易也始终无进展，1667年东印度议会以损失荷兰盾八万元为由，裁决撤出基隆，翌年7月将所有公司职员接回巴达维亚，自此荷兰人彻底放弃夺回台湾。
明郑除了拥有澎湖群島和台灣島部分领地以及兩度擁有金門和廈門外，也于1673年至1680年三藩之乱期间，以军力占拥有对岸中國大陸福建的漳州、泉州、兴化，和广东的潮州、惠州等部分领土，后来逐步為清軍奪回。

## 政治

### 奉明正朔
鄭氏政權一直堅持奉明為正朔。鄭成功在與荷蘭及其他國家的往來交涉中，一貫自稱為「大明招討大將軍國姓」，而明鄭往後的統治者亦一直沿稱「招討大將軍世子」，從未自稱「東寧國王」；而荷方則稱鄭成功為「國姓爺閣下」，表明他們也認定鄭家是隸屬于明朝的官員。但學界對於明鄭是否屬於南明卻有歧見。
將明鄭視為南明的有：
- 南京大学历史系教授錢海岳其作《南明史》（顧、錢兩著作同名）之中，收录至1683年鄭克塽降清。
- 台南市文庙管理委员黃典權之《南明大統曆》[37]
- 南开大学历史系教授南炳文其作《南明史》认为明朝到1683年终结。
- 謝國楨之《南明史略》亦將明鄭視為南明的一部份。
- 黃玉齋《明鄭與南明》 认为明郑是南明是分支。
- 沈雲 《台灣鄭氏始末校釋》认为明郑是南明最後一個政權。

不將明鄭視為南明的有：
- 顾诚在其著作《南明史》中認為明鄭在郑成功去世之后不屬南明，故該書僅收錄至1664年夔東十三家進攻重慶之役及郑成功去世，有「鄭成功收復臺灣」專章。
- 王水渙在《政治倫理與國族認同》中認為郑經执政时的明郑宛然一獨立國家。
- 司徒琳的《南明史》仅收录至鲁监国病逝。

### 思明六官
1646年，鄭芝龍依附清朝政權，惟其子鄭成功仍繼續支持南明政權。因兩次擊退清軍有功，鄭成功被明昭宗（年號永曆）敕封為延平王。1655年，因為昭宗特准鄭成功設置六官及察言、承宣、審理等官方便施政，同時允許鄭任免各官，武官可達一品，文職可達六部主事。至此，鄭成功擁有閩浙部分轄土、民政、軍事等權。鄭成功每次拜封官員，都請朱術桂等明朝宗室在旁觀禮，以示尊重體制。同時，鄭成功將中左守禦千戶所改為思明州，並建造演武亭，以便鄭成功親自督察官兵操練。

## 軍事
明鄭軍隊是在鄭芝龍所创立的私人军队的基礎上間接發展出來的。鄭芝龍投降清朝後，鄭成功隻身逃往金門，號召若干父親舊部，而後漸次擴張實力，並曾於中國南方發動過兩次所謂「北伐」。
鄭成功雖然是儒家太學生出身，但治軍上是標準的法家作法，賞罰並重，講求戰功；其治軍異常嚴苛，對於怯戰者、畏戰者、貪污者、叛逆者都是殺無赦，而且常常誅連全家。從1649年（永曆三年）九月起至1661年（永曆十五年）元月止，鄭成功所誅殺的將吏就有七十五員，這些人大都是戰時怯戰、戰敗者，黜降或其他罰責有九員，另外有六件殺貪誅叛，受黜革、降罰、綑責者計僅有三十餘員，同時期的獎勵方面，將吏的提昇、獎賞、爵賞，提授共計三百餘員次。
明鄭軍隊戰時，以繩索劃地為界，退越繩索、畏縮不前、無令後退者皆誅殺。另一方面對勇猛衝鋒、斬將拔旗者給與獎勵，鄭成功本人更是勇猛異常，其人在戰場共計有七次險遭不測的記錄。故其有「怯者不敢獨退，勇者不敢獨進，膽勇成列，心力俱齊」的描述，在與清軍的對陣當中勝率極高。然而，此嚴酷作風亦使明鄭官兵甚至宗室攜眷降清風氣盛行，甚至最終滅亡明鄭的將領施琅亦是因此降清。
1658年、1659年，擁有閩浙據點的鄭成功兩度攻擊清政權浙江舟山及金陵兩重要軍事據點，惟均未獲得決定性成功。
1662年，鄭成功除固守金門數萬水師之外，親自率領約25,000名明鄭士兵攻打台灣大員，打敗荷蘭東印度公司的部隊，展開對於台灣的統治。

### 東征前
東征前的明鄭軍隊主要使用福船，亦稱大船。這種船有如此的描述：「為樓三層，乘風沖擊，不可遏抑，其高若墉，不可抑攻；其堅若鐵石，矢石不能貫，炬不可爇」。當時明鄭於中國東南沿海有著絕對的制海權，在海上以海盜模式對過往船舶「課稅」，沒有向明鄭繳交保護費的任何商船，幾乎不可能通行。
曾攻打過南京的明鄭軍隊於未據臺前，於1640年代大本營即駐於廈門，其編制為內司鎮（藩主直轄）前鎮、後鎮、一鎮、二鎮、三鎮、四鎮、五鎮、樓船鎮、左、右武衛營、左、右虎衛營、驍騎鎮騎兵營、神器營（砲兵營）、親丁鎮等。

### 據臺後
攻下台灣的明鄭軍隊，隨鄭成功去世及喪失金廈據點後軍力大幅受損，除鄭經於閩南西征所建立的軍隊外，以屯兵方式為主的明鄭軍隊於台灣並簡化成約數萬名，如五軍戎政（五軍戎務）、總督軍務、管軍提督、將軍、親軍衛鎮、陸師鎮、水師鎮及監軍數部份。
明鄭於1683年覆滅後，其軍隊官兵悉數被強制內渡唐山，而據《欽命太保建平侯鄭造報官員兵民船隻總冊》，最後防守台灣的明鄭官兵共有37,500名。

## 統治者
| 人物   | 肖像 | 称号          | 谥号   | 父親   | 王妃 | 在位時期                      | 歷史事蹟                                           |
| ------ | ---- | ------------- | ------ | ------ | ---- | ----------------------------- | -------------------------------------------------- |
| 鄭成功 |      | 延平王        | 潮武王 | 鄭芝龍 | 董氏 | 1655年5月或6月－1662年6月23日 | 東征擊敗荷蘭東印度公司，取得台灣岛西南部和澎湖列岛 |
| 鄭經   |      | 延平王        | 潮文王 | 鄭成功 | 唐氏 | 1662年6月29日－1681年3月17日  | 建設臺灣，於三藩之亂時聯合西征                     |
| 鄭襲   |      | 护理 → 东都主 |        | 鄭芝龍 |      | 1662年7月6日－11月27日        | 明鄭嗣位之爭，與世子鄭經爭位失敗後降清             |
| 鄭克𡒉 |      | 监国          |        | 鄭經   | 陳氏 | 1681年3月17日－19日           | 東寧之變中遭廢位、殺害                             |
| 鄭克塽 |      | 延平王        |        | 鄭經   | 馮氏 | 1681年3月20日－1683年10月8日  | 東寧之變政變奪位、投降清朝                         |